# Terra straniera
Terra straniera è un film del 1952 diretto da Sergio Corbucci.

## Trama
Un gruppo di italiani emigra attraversando illegalmente la frontiera con la Francia, e trovano lavoro come crumiri in una miniera. Dopo alcuni scontri con i minatori locali, i rapporti iniziano a migliorare. Uno di loro, Stefano, debutta come cantante in teatro. Il debutto viene interrotto da una notizia: un'esplosione ha intrappolato molte persone nella miniera. Stefano abbandona lo spettacolo e si unisce ai soccorritori, contribuendo a salvare diverse persone.